# فراتامینوره
فراتامینوره (به ایتالیایی: Frattaminore) یک کومونه در ایتالیا است که در استان ناپل واقع شده‌است.

## خصوصیات
فراتامینوره ۲٫۰ کیلومترمربع مساحت و ۱۶٬۲۰۴ نفر جمعیت دارد و ۳۶ متر بالاتر از سطح دریا واقع شده‌است.